# Шеррифф, Р. С.
Роберт Седрик Шеррифф (англ. Robert Cedric Sherriff), FSA, FRSL (6 июня 1896 — 13 ноября 1975) — английский писатель, наиболее известный своей пьесой «Конец путешествия», которая была основана на его опыте в качестве армейского офицера во время Первой мировой войны. Он написал несколько пьес, романов и сценариев, был номинирован на премию Оскар и две премии BAFTA.

## Ранний период жизни
Шеррифф родился в Хэмптон Уике, Миддлсекс, в семье страхового клерка Герберта Хэнкина Шерриффа и Констанс Уиндер. Он получил образование в Кингстонской гимназии в Кингстоне-на-Темзе с 1905 по 1913 год. После окончания школы начал работать с 1914 года клерком в страховой компании.

## Военная служба
Шеррифф служил в Первую мировую войну офицером 9-го батальона Восточного Суррейского полка, принимая участие в боях у Вими-Ридж и Лоос. Был тяжело ранен в Пассендале близ Ипра в 1917 году.

## Послевоенный период
Оправившись от ран, Шеррифф работал страховым агентом с 1918 по 1928 год в «Sun Insurance Company» в Лондоне.
Шерриф изучал историю в Новом колледже в Оксфорде с 1931 по 1934 год. Он был членом Королевского литературного общества и Королевского общества древностей.

## Карьера

### Драматург
Шериф написал свою первую пьесу, чтобы помочь Кингстонскому гребному клубу собрать деньги на покупку новой лодки. Его седьмая пьеса, «Конец путешествия», основанная на военном опыте, была написана в 1928 году и опубликована в 1929 году. 9 декабря 1928 года Объединенное сценическое общество в Театре Аполло поставило единственный воскресный спектакль под руководством Джеймса Уэйла с 21-летним Лоуренсом Оливье в главной роли. Среди публики был Морис Браун, который поставил её в театре «Савой», где она исполнялась в течение двух лет начиная с 1929 года.

### Писатель
Шерриф также писал прозу. Романизированная версия «Конца путешествия», написанная в соавторстве с Верноном Бартлеттом, была опубликована в 1930 году. Роман 1939 года «Рукопись Хопкинса» — это постапокалиптическая история о Земле, опустошенной в результате столкновения с Луной, написанная под влиянием Герберта Уэллса. Его трезвый язык и реалистичное изображение обычного человека, примиряющегося с разрушенной Англией оказали влияние на более поздних авторов научной фантастики, таких как Джон Уиндем и Брайан Олдисс. Более ранний роман «Две недели в сентябре», опубликованный в 1931 году, представляет собой гораздо более правдоподобную историю об отдыхе в Богноре семьи из Далвича, принадлежащей к низшему среднему классу. Кадзуо Исигуро назвал эту книгу «вдохновляющей, поднимающей настроение и предлагающей спасение» в списке, составленном «The Guardian» во время пандемии COVID-19, назвав её «самым бодрящим, жизнеутверждающим романом, который я могу сейчас представить».
Роман 1936 года «Зеленые ворота» — это реалистический роман о супружеской паре средних лет, Томе и Эдит Болдуин, переезжающей из устоявшегося лондонского пригорода в новый тогда пригород Метроленд.

## Номинации на премию
Вместе с Эриком Машвицем и Клодин Уэст Шеррифф был номинирован на премию «Оскар» за лучший адаптированный сценарий к фильму «До свидания, мистер Чипс», который был выпущен в 1939 году. Сценарии 1955 года «Разрушители плотин» и «Ночь, когда выпал мой номер» были номинированы на премию BAFTA за лучший британский сценарий.

## Произведения

### Пьесы
- 1921: «Заминка в разбирательстве» (англ. A Hitch in the Proceedings)
- 1922: «Леса Медоусайда» (англ. The Woods of Meadowside)
- 1923: «Прибыли и убытки» (англ. Profit and Loss)
- 1924: «Корнлоу-ин-Даунс» (англ. Cornlow-in-the-Downs)
- 1925: «Феодальная система» (англ. The Feudal System)
- 1926: «Палец мистера Брайди» (англ. Mr. Bridie's Finger)
- 1928: «Конец путешествия»
- 1930: «Барсучья зелень[англ.]»
- 1933: «Неожиданность» (англ. Windfall)
- 1934: «Два удвоенных сердца» (англ. Two Hearts Doubled)
- 1936: «Святая Елена[англ.]»
- 1948: «Мисс Мэйбл[англ.]»
- 1950: «Дом в семь[англ.]»
- 1953: «Белая гвоздика[англ.]»
- 1955: «Долгий закат[англ.]»
- 1957: «Телескоп» (англ. The Telescope)
- 1960: «Клочок улики» (англ. A Shred of Evidence) (или «Стальная полоса» (англ. The Strip of Steel))

### Сценарии фильмов
- 1919: «Трудящиеся[англ.]»
- 1933: «Человек-невидимка»
- 1934: «Ещё одна река[англ.]»
- 1937: «Обратная дорога[англ.]»
- 1939: «До свидания, мистер Чипс»
- 1939: «Четыре пера»
- 1941: «Леди Гамильтон»
- 1942: «Это превыше всего[англ.]»
- 1945: «Выбывший из игры»
- 1948: «Квартет[англ.]»
- 1950: «Трио[англ.]»
- 1950: «Без шоссе[англ.]»
- 1955: «Разрушители плотин» — номинация на премию BAFTA за лучший британский сценарий.
- 1955: «Ночь, мой номер выпал» — номининация на премию BAFTA за лучший британский сценарий.
- 1955: «Карты с дядей Томом» (англ. Cards with Uncle Tom) (ТВ)
- 1963: «История Огберна» (англ. The Ogburn Story) (ТВ)

### Книги
- Journey's End: A Novel (with Vernon Bartlett). — London : Gollancz, 1930.
- The Fortnight in September. — 1931. (Reprinted in 2006 by Persephone Books)
- Greengates. — Victor Gollancz, 1936. (Reprinted in 2015 by Persephone Books)
- The Hopkins Manuscript. — Victor Gollancz, 1939. (Revised and reissued as a Pan Paperback in 1958 under the title The Cataclysm; Reprinted in 2005 by Persephone Books under its original title.)
- Chedworth: A Novel. — 1944.
- Another Year: A Novel. — 1948.
- King John's Treasure. — 1954.
- The Wells of St. Mary's. — 1962.
- Sherriff, Robert Cedric. The Siege of Swayne Castle. — 1973. — ISBN 0-575-01722-8.
- No Leading Lady: An Autobiography. — London : Victor Gollancz Ltd, 1968. — ISBN 0-575-00155-0.